# Roy Cochran
Leroy Braxton "Roy" Cochran, född 6 januari 1919 i Richton i Mississippi, död 26 september 1981 i Gig Harbor i Washington, var en amerikansk friidrottare.
Cochran blev olympisk mästare på 400 meter häck vid olympiska sommarspelen 1948 i London.